# Fregaty rakietowe typu 053H
Fregaty rakietowe typu 053H (Jianghu) – typ chińskich fregat rakietowych, które weszły do służby w latach 70. XX wieku. Głównym zadaniem okrętów typu 053H jest zwalczanie okrętów nawodnych.

## Okręty w służbie chińskiej

### 053H (Jianghu-I)
- 509 Changde (przekazany chińskiej straży przybrzeżnej)
- 510 Shaoxing (przekazany chińskiej straży przybrzeżnej)
- 511 Nantong
- 512 Wuxi
- 513 Huaiyin
- 514 Zhenjiang
- 515 Xiamen
- 516 Jiujiang
- 517 Nanping
- 518 Ji’an
- 519 Changzhi
- 520 Kaifeng (uszkodzony na skutek zderzenia z rafą i zezłomowany)
- 551 Maoming
- 552 Yibin

### 053H1 (Jianghu-II)
- 533 Ningbo
- 534 Jinhua
- 543 Dandong
- 545 Linfen
- 553 Shaoguan
- 554 Anshun (sprzedana Mjanmie w 2012)
- 555 Zhaodong
- 556 Xiangtan (sprzedana Bangladeszowi w 1989)
- 557 Jishou (sprzedana Mjanmie w 2012)

### 053H2 (Jianghu-III)
- 535 Huangshi
- 536 Wuhu
- 537 Cangzhou (ex-Zhoushan)

### 053HT-H (Jianghu-IV)
- 544 Siping

### 053H1G (Jianghu-V)
- 558 Zigong
- 559 Beihai
- 560 Dongguan
- 561 Shantou
- 562 Jiangmen
- 563 Foshan